# Виставковий палац (Прага)
Виставковий палац (чеськ. Veletržní palác) — будівля в празькому районі Голешовиці, побудована за проектом архітекторів Йозефа Фукса та Олдриха Тиля в 1925—1929 роках. Палац був побудований для проведення ярмарків та виставок у Празі. Зараз тут діють постійна експозиція мистецтва ХІХ-го та ХХІ-го століть та інші виставкові площі Національної галереї в Празі. З 1958 року будівля є нерухомою пам'яткою культури.

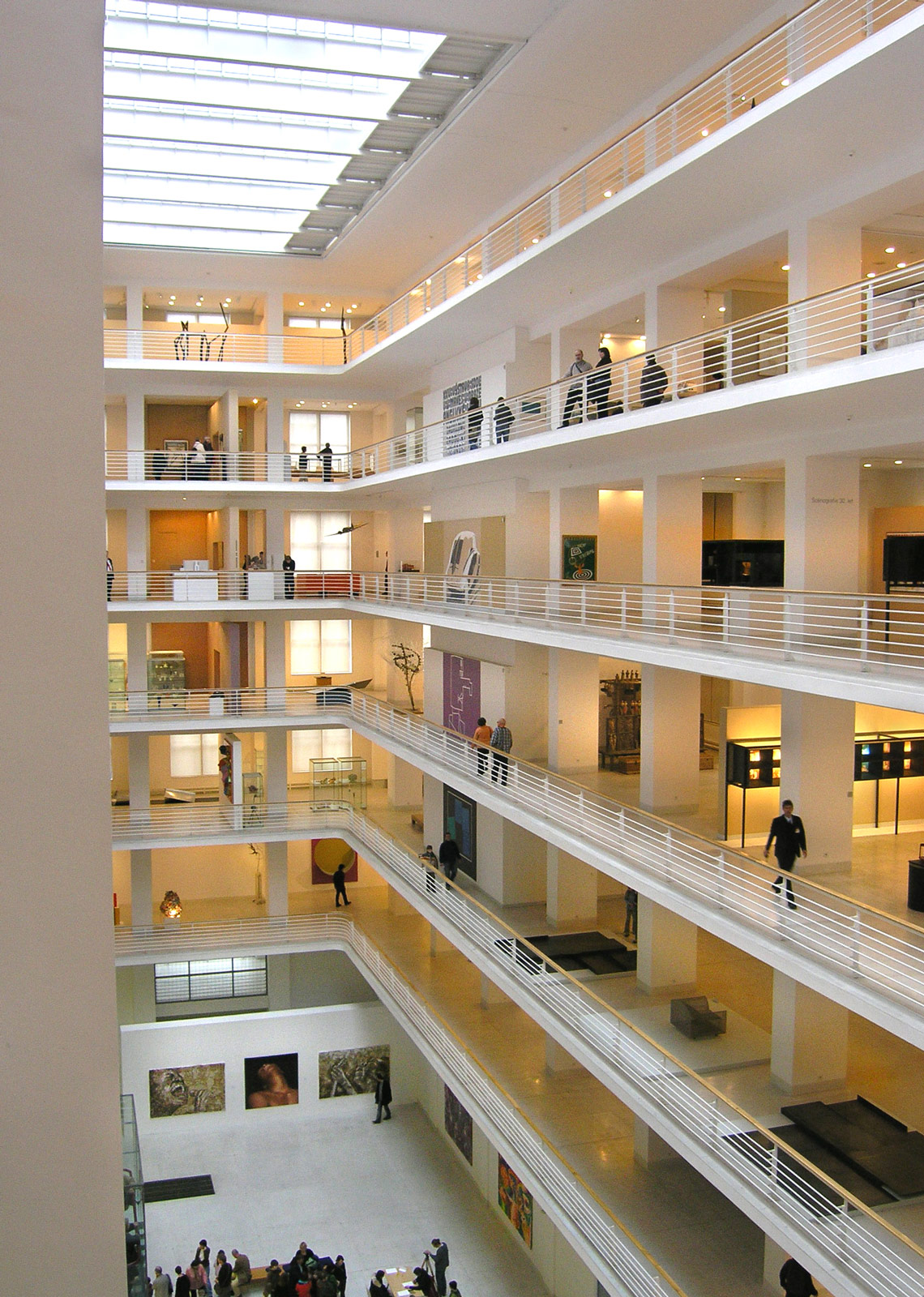
Інтер'єр
Виставкового палацу

## Історія
Виставковий палац був побудований за проектом архітекторів Йозефа Фукса та Олдриха Тиля між 1925 і 1928 роками. Він вражав сучасників своїми розмірами та своїм рішуче новим стилем, що відповідає німецькому баугаусу або російському конструктивізму. До 1951 року в будівлі відбувалися ярмарки, а потім в ньому перебували підприємства зовнішньої торгівлі.

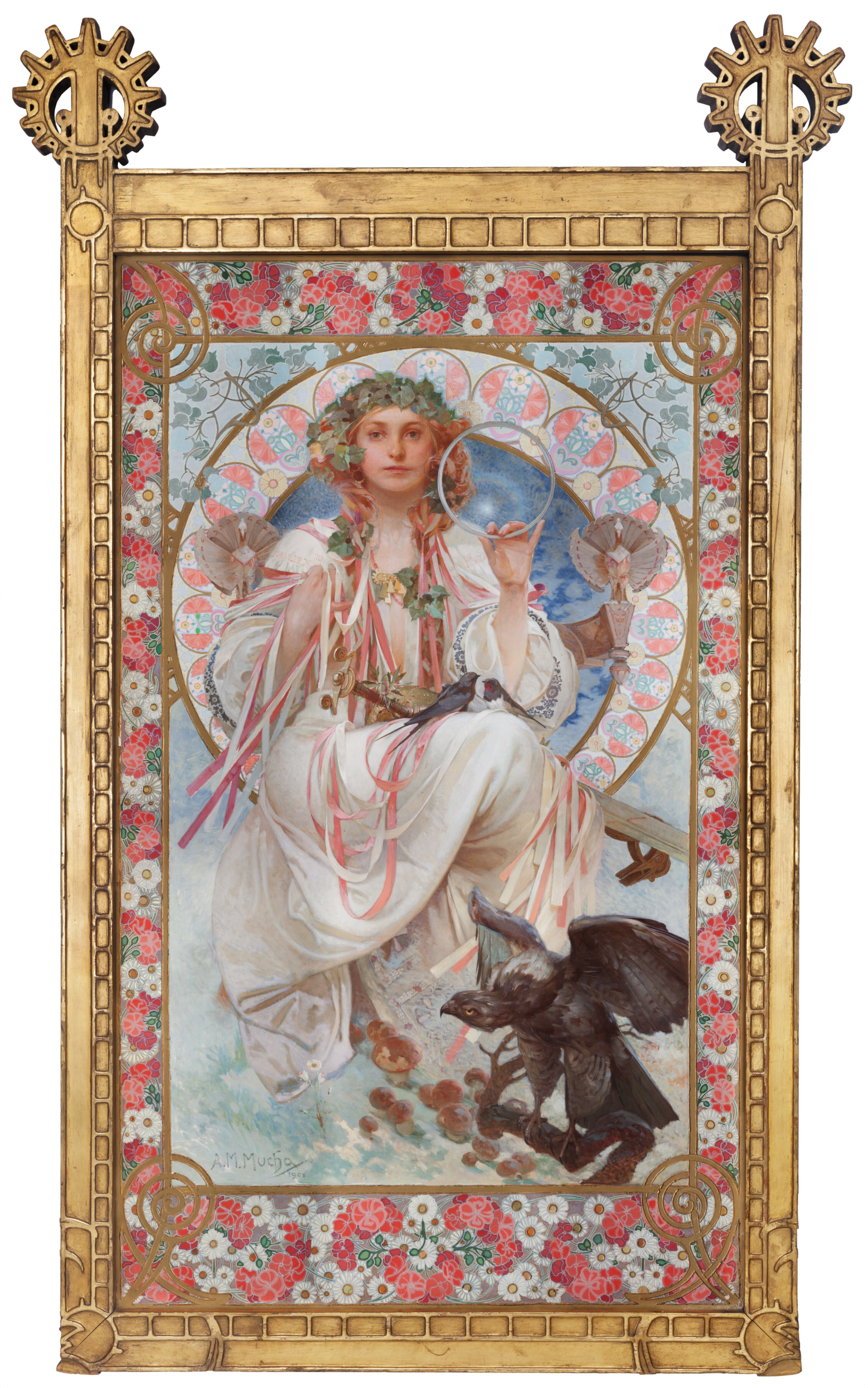
Портрет Джозефіни Крейн Бредлі.
худ. Альфонс Муха

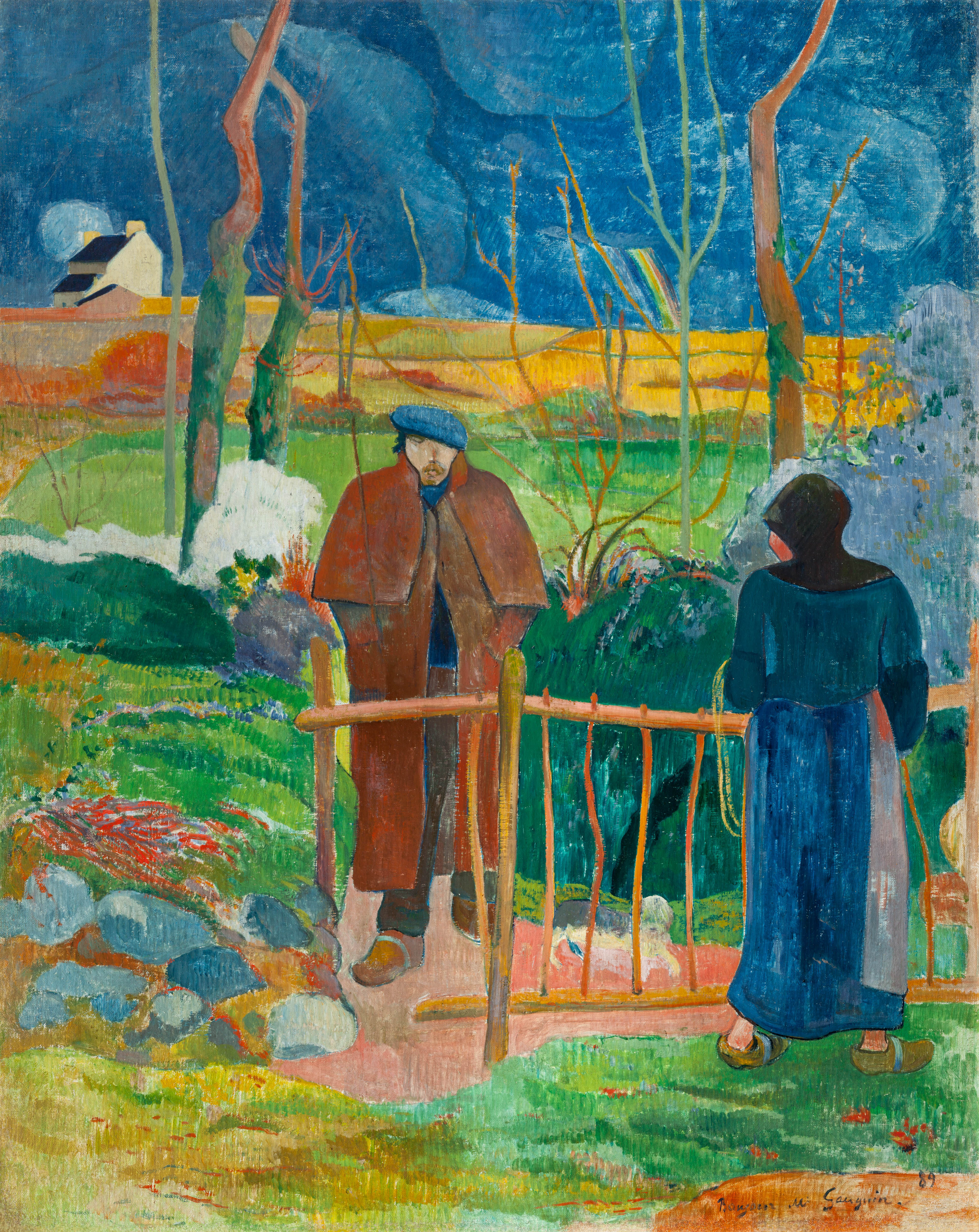
Добрий день
пане Гоген

14 серпня 1974 року виникла пожежа, яка знищила споруду майже повністю. Будівлю хотіли знести, але проєкт реконструкції музею врятував її. У 1980-х роках розпочалася інтенсивна реставрація.
Після відновлення в 1995 році в палаці розмістили виставку сучасного мистецтва з колекції Національної галереї в Празі, а з 2000 року також колекцію мистецтва ХІХ-го століття.

## Експозиція

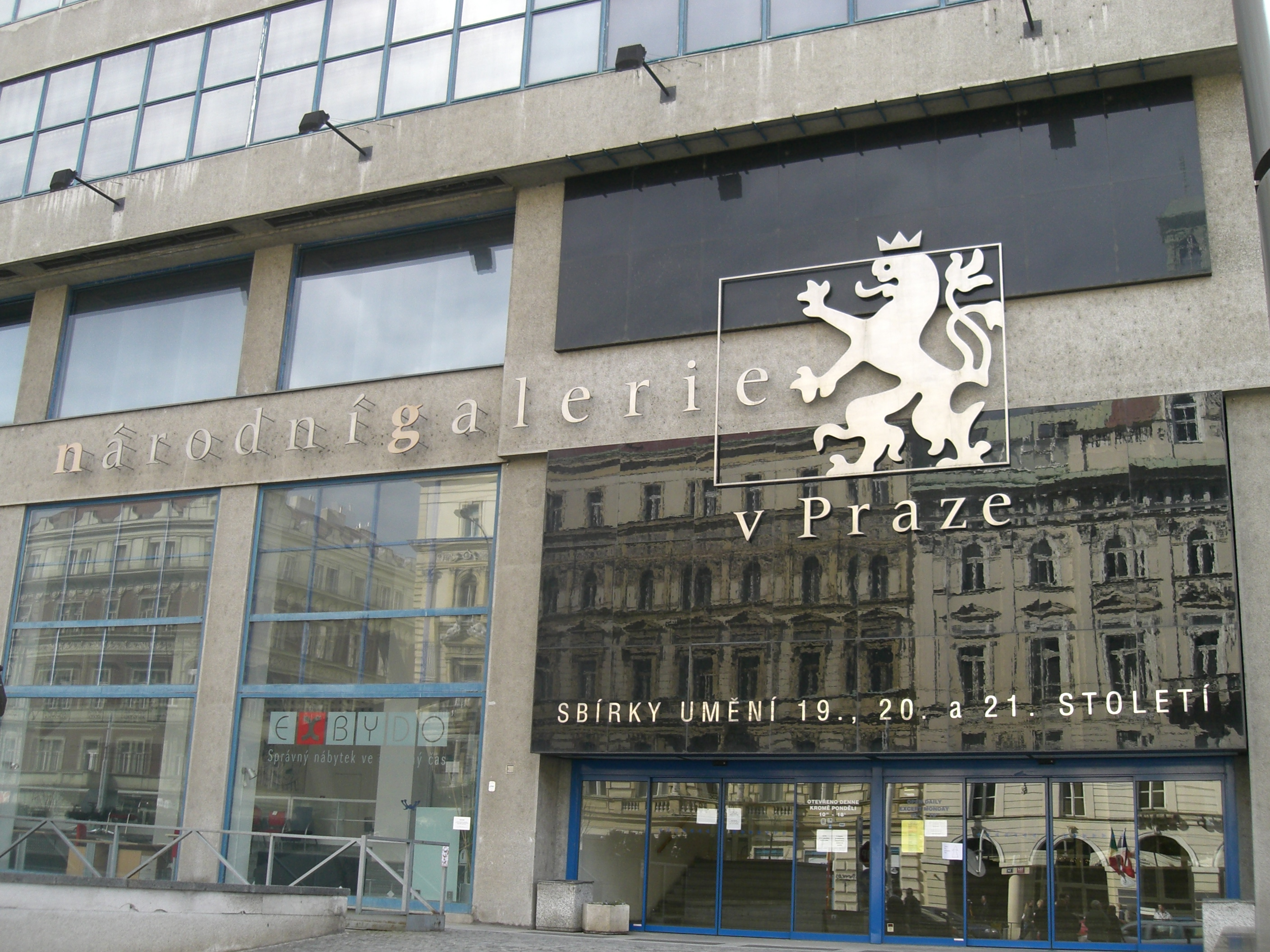
Головний вхід до палацу

Великі виставкові зали дали можливість розмістити більше 2000 експонатів мистецтва на площі 13500 кв. м. Стала експозиція в палаці складається з творів як чеського, так і закордонного образотворчого мистецтва. Тут виставлені роботи художників з світовими іменами, таких як Альфонс Муха, Пабло Пікассо, Жорж Брак, Клод Моне, Огюст Ренуар, Густав Клімт та Вінсент Ван Гог. Образ того часу доповнюють приклади архітектури, меблів, декоративно-прикладного мистецтва, моди, дизайну та сценографії. Є також фотографії, малюнки та графічні твори.
На поверхах палацу розміщені:
- 6 поверх — короткочасні виставки;
- 5 поверх — чеський модернізм[cs] I, (1890—1930);
- 4 поверх — чеський модернізм II, (1900—1930), французьке мистецтво XIX—XX століть;
- 3 поверх — чеський модернізм III (з 1930), чеське сучасне мистецтво;
- 2 поверх — міжнародне мистецтво XX—XXI століття, короткочасні виставки;
- мезонін антресолі та перший поверх — короткочасні виставки.

З травня 2012 року на першому поверсі виставлено двадцять монументальних картин з циклу «Слов'янська епопея» Альфонса Мухи.
З 15 листопада 2019 року в палаці працює нова виставка під назвою «1796–1918: Мистецтво довгого століття». На виставці показані понад чотириста п'ятдесят робіт образотворчого мистецтва 150 авторів у трьох основних розділах: Людина, Світ та Ідеї. Крім живопису, на виставці також демонструється скульптура. Виставка мала на меті перекодифікувати все фундаментальне, що було створено в Чехії протягом XIX століття. На ній демонструється те, що Національна галерея зібрала у широкому контексті за свої понад двадцять два роки існування.
З 24 жовтня 2018 року до 31 грудня 2021 року в палаці експонується виставка «1918 — 1938: Перша республіка». Виставка демонструє картини та скульптури провідних чеських, словацьких, чесько-німецьких та карпатських художників: Вацлава Шпала, Йозефа Чапека, Їндржиха Штирського, Марії Тойен, Августа Брумсе, Максима Копфа, Венцеля Габліка та інших.
У підвалі палацу, у приміщенні колишнього кінотеатру, розмістилася студія «Hrdinů», яка пропонує нові можливості для синтезу візуального мистецтва та театру.